# 邓家村站
邓家村站是位于云南省宣威市邓家村的一个铁路车站，邮政编码655419。车站建于1965年，有贵昆铁路经过该站，现办理客货运业务，车站及其上下行区间均已电气化。车站距离贵阳站346公里，隶属成都铁路局，是四等站，2012年因沪昆线六沾复线开通而关闭。